# Félegyenes
A geometriában a félegyenes az egyenes egyik oldalán véges, másik oldalán végtelenbe nyúló darabja. Egy egyenest egy pontja két félegyenesre osztja. Ha a végpontot hozzászámítjuk, akkor a félegyenes zárt, különben nyílt. 
Az alábbi ábrán az {\displaystyle [AB} jelölés azt fejezi ki, hogy az {\displaystyle AB} egyenes egy darabjáról van szó, aminek {\displaystyle A} határpontja, és {\displaystyle B} irányában a végtelenbe nyúlik.
A közte relációval kifejezve: {\displaystyle [AB} azoknak a pontoknak a halmaza, melyekre {\displaystyle A} nincs a pont és {\displaystyle B} között.
Legyen {\displaystyle g} egyenes, és legyen {\displaystyle P} tetszőleges pont {\displaystyle g}-n. Ekkor {\displaystyle P} a {\displaystyle g} egyenest két félegyenesre osztja, jelölje ezeket {\displaystyle h_{1}} és {\displaystyle h_{2}}. Ekkor:
- {\displaystyle g} minden {\displaystyle P}-től különböző pontja vagy {\displaystyle h_{1}}, vagy {\displaystyle h_{2}} eleme.
- Ha {\displaystyle P_{1}} tetszőleges pont {\displaystyle h_{1}}-en és {\displaystyle P_{2}} tetszőleges pont {\displaystyle h_{2}}-n, akkor {\displaystyle P} {\displaystyle P_{1}} és {\displaystyle P_{2}} között fekszik.

A félegyenesek és a szakaszok között a következő kapcsolat áll fenn: Egy szakasz két félegyenes metszete.
Az analitikus geometriában jelölje egy {\displaystyle [AB} félegyenes tetszőleges pontját {\displaystyle X}. Ekkor {\displaystyle X} helyvektorára, {\displaystyle {\vec {X}}}-re
{\displaystyle {\vec {X}}={\vec {A}}+\lambda ({\vec {B}}-{\vec {A}})}, ahol {\displaystyle \lambda \geq 0}.
Itt {\displaystyle {\vec {A}}} a végpont, {\displaystyle {\vec {B}}} a félegyenes rögzített {\displaystyle B} pontjának helyvektora; {\displaystyle \lambda } pedig egy valós paraméter, ami a pontokat elhelyezi a félegyenesen.  

## Fordítás
- Ez a szócikk részben vagy egészben  a   Strahl (Geometrie) című német Wikipédia-szócikk fordításán alapul.  Az eredeti cikk szerkesztőit annak laptörténete sorolja fel. Ez a jelzés csupán a megfogalmazás eredetét és a szerzői jogokat jelzi, nem szolgál a cikkben szereplő információk forrásmegjelöléseként.